# Tjugestaåsen
Tjugestaåsen är ett naturreservat i Lekebergs kommun i Örebro län.
Området är naturskyddat sedan 2001 och är 4 hektar stort. Reservatet ligger på en drumlin och består av ekar på en tidigare betesmark. 